# تشارلز بنت
تشارلز بنت (بالإنجليزية: Charles Bent)‏ هو شخصية أعمال وسياسي أمريكي، ولد في 11 نوفمبر 1799 في تشارلستون في الولايات المتحدة، وتوفي في 19 يناير 1847 في تاوس في الولايات المتحدة. انتخب حاكم نيومكسيكو ‏ (سبتمبر 1846 – 19 يناير 1847).

## وصلات خارجية
- تشارلز بنت على موقع الموسوعة البريطانية (الإنجليزية)